# Nancy Greene Provincial Park
Der Nancy Greene Provincial Park (auch Nancy Greene Park) ist ein etwa 202 Hektar (ha) großer Provincial Park im zentralen Süden der kanadischen Provinz British Columbia, westlich von Castlegar.
Der Park wurde nach der ehemaligen kanadische Skirennläuferin und Olympiasiegerin sowie späteren kanadischen Senatorin für die Provinz British Columbia Nancy Greene benannt, die im südlich gelegenen Rossland aufwuchs und dort 1968 ein Rennen des Riesenslalom-Weltcups gewinnen konnte.

## Anlage
Der Park liegt im Regional District of Kootenay Boundary, an der Einmündung des Highway 3B in den Highway 3, im südlichen Bereich der Monashee Mountains. Er liegt südlich des Crowsnest Highways und wird durch den Highway 3B in einen östlichen sowie einen westlichen Bereich geteilt. Im westlichen und wesentlich größeren Bereich des Parks liegt der Nancy Greene Lake, welcher über den Blueberry Creek in den Columbia River entwässert. 
Für den Park wird bisher keine IUCN-Kategorie (Not Reported) ausgewiesen.
Der Park verfügt nur über geringe touristische Infrastruktur. Bei dem für den Park ausgewiesenen Campingplatz handelt es sich lediglich um einen Parkplatz auf dem das Campen erlaubt ist.

## Geschichte
Der Park wurde am 25. Januar 1972 als einer der Provincial Parks in British Columbia eingerichtet. Im Laufe der Zeit wurden dabei sowohl seine Größe wie auch sein Schutzstatus geändert. Zuletzt wurde im Jahr 2000 die Rechtsgrundlage seiner Einrichtung geändert.
Wie jedoch bei fast allen Provinzparks in British Columbia gilt auch für diesen, dass die Gegend, lange bevor sie von europäischen Einwanderern besiedelt oder sie Teil eines Parks wurde, in diesem Fall Jagd- und Siedlungsgebiet verschiedener Gruppen der First Nations, hauptsächlich der Binnen-Salish (hier der Okanagan, der Secwepemc und der Sinixt), war.

## Flora und Fauna
Mit dem Biogeoclimatic Ecological Classification (BEC) Zoning System wird das Ökosystem von British Columbia in verschiedene biogeoklimatische Zonen eingeteilt. Biogeoklimatische Zonen zeichnen sich durch ein grundsätzlich identisches oder sehr ähnliches Klima sowie gleiche oder sehr ähnliche biologische und geologische Voraussetzungen aus. Daraus resultiert in den jeweiligen Zonen dann grundsätzlich auch ein sehr ähnlicher Bestand an Pflanzen und Tieren. Innerhalb dieser Systematik wird der Park der Interior Cedar—Hemlock Zone zugeordnet.

## Benachbarte Parks
Der größte Park in Umgebung des Nancy Greene Provincial Park ist der weiter westlich am  Highway 3 gelegene Gladstone Provincial Park. Die weiteren nächstgelegenen Provinzparks sind in Richtung Osten, nordöstlich der Gemeinde Trail, der Champion Lakes Provincial Park und in südöstlicher Richtung, am Südrand der Gemeinde Montrose, der Beaver Creek Provincial Park. Außerdem in südlicher Richtung, unweit der Grenze zwischen Kanada und den Vereinigten Staaten, der King George VI Provincial Park.